# Ici on noie les Algériens : 17 octobre 1961
Pour plus de détails, voir Fiche technique et Distribution.
Ici on noie les Algériens : 17 octobre 1961 est un documentaire français réalisé par Yasmina Adi, sorti en 2011.

## Synopsis
Ce film documentaire est sorti à l’occasion du cinquantenaire des événements survenus au moment et après la manifestation pacifique des Algériens du 17 octobre 1961 à Paris durant la guerre d'Algérie, organisée par la Fédération de France du FLN en réaction à un couvre-feu institué par le préfet de police Maurice Papon pour les seuls Algériens favorables à l'indépendance de leur pays. La manifestation pacifique sera très sévèrement réprimée par les forces de l'ordre, répression dont le nombre de victimes est estimé entre 80 et 200 morts. Les cadavres seront, pour certains, retrouvés flottant dans la Seine, parfois jusqu'au Havre.
Dans ce film documentaire, des témoins racontent leurs souvenirs de cette répression avec des archives inédites. Les témoignages sont ceux de veuves de victimes, d'une participante à la manifestation, mais également d'un chauffeur de métro et d'un agent hospitalier. Parmi les images d'archives, on trouve des vidéos filmées depuis le poste de commandement de police.
Le film ne comporte pas de voix off, mais sur certaines images sans bande audio, des comédiens lisent les échanges reportés dans les rapports de l'époque.

## Fiche technique
- Réalisation : Yasmina Adi
- Image : Laurent Didier
- Son : Pierre Carrasco
- Montage : Audrey Maurion
- Musique originale : Pierre Carrasco
- Production, diffusion : Agat Films & Cie, Institut National de l'Audiovisuel (INA).
- Participation : ACSE (Agence nationale pour la cohésion sociale et l'égalité des chances), CNC, CNC. Fonds Images de la diversité, Ville de Gennevilliers
- Organismes détenteurs ou dépositaires : Shellac, ADAV, Images de la culture (CNC), Musée National de l'Histoire de l'immigration, Shellac Sud, Tënk.
- Durée : 90 minutes

## Genèse
À la sortie de son premier film, L'autre 8 mai 1945 – Aux origines de la guerre d'Algérie, Yasmina Adi se rend compte que le public établit une comparaison entre les événements du 8 mai 1945 et ceux du 17 octobre 1961, et également qu'il existe une confusion avec la manifestation de Charonne : elle décide de se lancer dans des recherches sur les événements du 17 octobre 1961. Elle indique avoir eu accès aux archives de la Préfecture de police ainsi qu'à celles du gouvernement, rendues disponibles peu de temps auparavant. Elle espère qu'il permette une prise de conscience,. Elle assume que son film évoque peu le rôle de Maurice Papon et rappelle la responsabilité du général de Gaulle, de Michel Debré, et de Roger Frey, alors respectivement président de la République, premier ministre et ministre de l'intérieur.
Le titre reprend le slogan éponyme écrit sur le quai de Conti et photographié par Jean Texier,.

## Accueil critique
Le Monde regrette que le film ne fouille pas davantage l'approche historique, et relève que tous les témoignages actuels sont faits en arabe, alors que dans un film sur le même sujet comme Octobre à Paris, toutes les personnes parlent français. L'Humanité parle d'un difficile travail de recherche. Laura Tuffery dans Mediapart considère qu'il vient pallier une carence mémorielle et qu'il revient sur la dimension humaine de l'événement, tout en trouvant le ton juste. La revue en ligne Critikat parle d'un excellent travail cinématographique et note une certaine parenté avec le polar.
Jhon Rachid indique avoir utilisé le film pour réaliser son court-métrage Jour de pluie.

## Distinctions
- 2011 : Deuxième prix du documentaire arabe au Festival de Dubaï[12],[13].

- 2012 : Nomination au César du meilleur documentaire[14].
- 2012 : Prix Terre(s) d'Histoire du FIGRA 2012[15],[16].